# 日本女性航空協会
一般社団法人日本女性航空協会（にほんじょせいこうくうきょうかい、英語: Japan Women's Association of Aviation, JWAA）は、日本の航空業界における女性たちのためのネットワークとして、女性の活躍と航空界の発展を図るための公益法人。

## 沿革
- 1952年（昭和27年）
  - 5月24日 - 日本婦人航空協会創立。
  - 6月1日 - 国際婦人航空協会（wikidata）日本支部設立。
  - 10月22日 - 社団法人認可登記。
  - 11月1日 - 月刊機関誌『婦人航空』発刊。
- 1965年（昭和40年）7月1日 – 住居表示実施により東京都港区芝田村町1丁目3番地[5]から同区新橋1丁目18番1号（飛行館内3階）に所在地の表記を変更。
- 1973年（昭和48年）4月21日 - 韓国女性航空協会（wikidata）と姉妹協会提携。
- 1976年（昭和51年）12月15日 - 国際婦人年をきっかけに東洋女性航空連盟を結成。
- 1996年（平成8年）
  - 1月1日 - 『婦人航空』から『空のワルツ』に機関誌名を変更。
  - 12月1日 - ホームページ開設。
- 1997年（平成9年）11月27日 - 「空を愛する女性たちを励ます賞」を創設。
- 2000年（平成12年）6月15日 - 日本女性航空協会に改称。
- 2011年（平成23年）4月 - 事務所を千代田区二番町1番地2の番町ハイムに移転。
- 2012年（平成24年）4月 - 公益法人制度改革により一般社団法人日本女性航空協会へ移行。
- 2021年（令和3年）3月15日 - 事務所を港区新橋1丁目18番1号の航空会館（B1F）に移転。
- 2024年（令和6年）10月1日‐事務所を航空会館B1Fより同8Fに移転

## 歴代理事長
1. 柳田美代子（1952年5月 - 1954年） - 日本航空初代社長柳田誠二郎の妻[6]。エアガール (テレビドラマ)#日本民間航空の関係者の項目も参照。
2. 西原小まつ（1954年5月 - 1967年） - 日本女性パイロットの草分け。
3. 及位ヤヱ（1967年5月 - 1995年） - 日本女性パイロットの草分け。協会創立時から理事兼事務局長を務めた[7]。
4. 北野蓉子（1995年12月 - 2009年） - 日本ヘリコプター輸送（全日本空輸）客室乗務員1期生[8]。
5. 鐘尾みや子（2009年5月 - 2024年） - 女性パイロット、元特許庁主席審判官[9]。
6. 浦松香津子（2024年5月‐現在）‐元国土交通省航空局運航審査官　航空従事者試験官

なお、初代の柳田美代子の頃は、理事長のほかにも会長の職が設けられ、麻生和子（当時の内閣総理大臣吉田茂の三女）が就いていた。対外的には会長の方が協会を代表していたとみられる。次代でも、麻生は、理事長を退任した柳田とともに顧問の地位にあった（麻生の場合は「最高顧問」とも表記）。のちに、顧問の中には他に安倍洋子（元内閣総理大臣岸信介の長女）の名もあった。